# Henry de Meester de Ravestein
Henricus Maria Josephus Leopoldus de Meester de Ravestein (Antwerpen, 16 februari 1879 – aldaar, 4 mei 1947) was een Belgisch industrieel en politicus voor het Katholiek Verbond van België en de CVP.

## Levensloop
Hij was de zoon van Leopold de Meester, die onder meer Antwerps provincieraadslid, schepen te Hombeek en burgemeester te Leest was. Daarnaast is hij de broer van voormalig volksvertegenwoordiger en senator Emmanuel de Meester. Professioneel was Henri de Meester actief als industrieel.
In 1908 gaf hij opdracht aan architect Ernest Stordiau om een herenhuis te ontwerpen. Het resultaat, het hotel de Meester-van de Werve in sobere beaux-artsstijl, is te bezichtigen op de hoek van de Sint-Jozefstraat en de Korte Leemstraat te Antwerpen. Van kort voor de Eerste Wereldoorlog tot ongeveer 1920 was het architectenkantoor van Max Winders er gevestigd.
Omstreeks 1921 werd hij politiek actief en verkozen als gemeenteraadslid op de katholieke kieslijst te Zandhoven. In 1927 werd hij aangesteld als burgemeester van Zandhoven., een functie die hij uitoefende - uitgezonderd tijdens de Tweede Wereldoorlog tot 1946, hij werd in dit ambt opgevolgd door L Van der Elst. In 1931 werd hij Antwerps provincieraadslid als opvolger van partijgenoot Louis Brughmans. Een jaar later, bij de provincieraadsverkiezingen van 1932, werd hij rechtstreeks verkozen. Hij oefende dit mandaat uit tot 1936.
Zijn schoonzoon Fernand de Borrekens en kleinzoon baron Alain de Borrekens waren eveneens politiek actief. Zijn schoonzoon was onder meer burgemeester van Zandhoven, zijn kleinzoon was onder meer drie legislaturen schepen van financiën en onderwijs voor de CVP te Zandhoven.
In Zandhoven is de Henri de Meesterlaan naar hem vernoemd. Hij was ridder in de Kroonorde en Leopoldsorde. Tevens verkreeg hij het IJzerenkruis 1914-'18.